# Calamus pseudorivalis
Calamus pseudorivalis là loài thực vật có hoa thuộc họ Arecaceae. Loài này được Becc. mô tả khoa học đầu tiên năm 1908.